# Blessed Are the Sick
Blessed Are the Sick è il secondo album in studio del gruppo musicale death metal statunitense Morbid Angel, pubblicato nel 1991 dalla Earache Records in Europa e dalla Relativity Records negli U.S.A..

## Il disco
Lo sviluppo delle canzoni è più lento rispetto al disco precedente. Pur contenendo riff molto veloci, infatti, l'album rivela un sound più profondo e, per certi versi, paragonabile al doom, e riferimenti alla musica classica (il compositore principale, Trey Azagthoth, dedicò il disco a Mozart, da lui ritenuto una delle sue più grandi fonti di ispirazione). Per l'alta qualità delle composizioni e per le numerose sfaccettature musicali il disco viene generalmente considerato una pietra miliare del death metal.
Le canzoni Unholy Blasphemies Abominations e The Ancient Ones (col titolo Azagthoth) vennero precedentemente incise, in versione diversa, sul demo Abominations of Desolation, mentre la traccia Thy Kingdome Come apparve già nel 1987 sull'omonimo demo.
La copertina dell'album è il dipinto Les Tresors de Satan, i tesori di Satana, realizzato dal pittore simbolista belga Jean Delville. L'opera d'arte raffigura Caronte mentre traghetta le anime dei dannati tra le fiamme dell'inferno.
Nel 2009 venne ristampato dalla Earache Records su CD in formato digipack con l'aggiunta di un DVD bonus. Quest'ultimo contiene un documentario con delle interviste alla band e a chi collaborò con loro per la realizzazione di questo lavoro. Due anni dopo fu ristampato in edizione limitata, sia in CD (digipack) che in LP, con l'aggiunta di un poster in omaggio.

## Curiosità
La title track dell'album (traccia 7) è composta da due brani uniti, ovvero Blessed Are the Sick, un tipico pezzo death metal, e Leading the Rats, un'inquietante nenia medievale della durata di circa 20 secondi. Questo pezzo si ispira a Il pifferaio di Hamelin ed è presente nella dissolvenza finale della traccia, suonata alla tastiera con un effetto flauto.

## Tracce
Testi di David Vincent, musiche di Trey Azagthoth eccetto dove indicato.
1. Intro – 1:28 – (strumentale)
2. Fall from Grace – 5:14
3. Brainstorm – 2:35
4. Rebel Lands – 2:42
5. Doomsday Celebration – 1:49 – (strumentale)
6. Day of Suffering – 1:54
7. Blessed Are the Sick/Leading the Rats – 4:47
8. Thy Kingdom Come – 3:25
9. Unholy Blasphemies – 2:10 (testo: Azagthoth, Vincent)
10. Abominations – 4:27 (testo: Azagthoth)
11. Desolate Ways – 1:41 (musica: Richard Brunelle) – (strumentale)
12. The Ancient Ones – 5:53 (testo: Azagthoth)
13. In Remembrance – 1:26 – (strumentale)

## Formazione
- David Vincent - voce, basso
- Trey Azagthoth - chitarra, tastiera
- Richard Brunelle - chitarra
- Pete Sandoval - batteria